# Slaget vid Fleurus (1794)
Slaget om Fleurus 1794 (franska: Bataille de Fleurus) stod den 26 juni 1794 vid Fleurus mellan de franska trupperna under Jean-Baptiste Jourdan och en koalition av Hannover, britter, nederländare och habsburgare under Fredrik Josias av Sachsen-Coburg-Saalfeld och var ett av de avgörande slagen under de franska revolutionskrigen. Båda sidorna hade i området ca 80 000 man, men fransmännen hade större möjlighet att effektivt koncentrera styrkorna för att besegra koalitionen.
Fransmännen använde sig av spaningsballongen l'Entreprenant, vilket var första gången i historien som en luftfarkost hade avgörande betydelse för utgången av ett fältslag.
Under slaget utmärkte sig överste Jean-Baptiste Bernadotte, senare Kung Karl XIV Johan av Sverige, och fick en befordran till brigadgeneral  av general Kléber på slagfältet och fick befälet över en division.

## Musik
Den i Paris verksamme tyske kompositören Franz Metzger skrev ett musikstycke, Bataille de Fleurus, i vilket Marseljäsen citerades. Stycket spelade en avgörande roll i den så kallade musikprocessen i Uppsala år 1800.